# Romarché
RomArché (e in precedenza Ediarché) è una manifestazione culturale dedicata all'archeologia che si tiene annualmente a maggio, ospite di diverse istituzioni culturali di Roma.
Si tratta di un incontro tra case editrici specializzate e operatori del settore (istituzioni, enti pubblici, musei, università, centri di ricerca, società e cooperative archeologiche, agenzie specializzate nel turismo culturale, associazioni culturali), dove poter presentare le proprie attività, aperto anche al pubblico dei semplici appassionati. Il programma include ogni anno un convegno.

## Storia
La prima edizione (Ediarché. Salone dell'editoria archeologica) si è tenuta nel 2010 presso il Museo nazionale preistorico etnografico "Luigi Pigorini" ed è stata organizzata dalla società Ediarché s.r.l, nata nel 2009 per impulso dell'allora editore del mensile archeologico Forma Urbis, Luciano Pasquali, con il patrocinio del comune di Roma.
Dal 2013 l’organizzazione del salone è stata curata dalla fondazione Dià Cultura e il nome della manifestazione è stato mutato in RomArché. Salone dell'editoria archeologica. Dal 2017 il nome diventa Romarché. Parla l'archeologia.

## Sedi e temi
- 2010: Museo nazionale preistorico etnografico Luigi Pigorini; Ediarché. I salone dell'editoria archeologica. L'archeologia nell'editoria
- 2011: Museo nazionale preistorico etnografico Luigi Pigorini;  Ediarché. II salone dell'editoria archeologica. Giornalismo e editoria per la tutela dei beni culturali
- 2012: Protomoteca capitolina, Sapienza - Università di Roma, Nederlands Instituut Rome, British School at Rome, Academia belgica; Ediarché. III salone dell'editoria archeologica. Vivere l'archeologia, vivere d'archeologia
- 2013: Museo nazionale etrusco di Villa Giulia e Academia belgica; RomArché. IV salone dell'editoria archeologica. Politica, economia e società
- 2014: Mercati di Traiano – Museo dei Fori imperiali; RomArché. V salone dell'editoria archeologica. Otium et ludus
- 2015: Stadio di Domiziano; RomArché. VI salone dell'editoria archeologica. Limes
- 2016 - Museo nazionale romano alle Terme di Diocleziano; RomArché. VII salone dell'editoria archeologica. Chronos, il tempo
- 2017 - Parco regionale dell'Appia antica; RomArché8. Parla l’archeologia: Amor